# Georges Dillon-Kavanagh
Georges Arthur Dillon-Kavanagh du Fertagh (Nîmes, 14 febbraio 1873 – Laugnac, 4 agosto 1944) è stato uno schermidore francese, vincitore di due medaglie d'oro ed una d'argento nella scherma ai giochi intermedi di Atene del 1906 (non riconosciuti dal CIO).